# دراگان ملادنوویچ (بازیکن فوتبال)
دراگان ملادنوویچ (صربی: Dragan Mladenović؛ زادهٔ ۱۶ فوریهٔ ۱۹۷۶) بازیکن فوتبال اهل صربستان بود.
از باشگاه‌هایی که در آن بازی کرده‌است می‌توان به باشگاه فوتبال رنجرز، باشگاه فوتبال اینچئون یونایتد، باشگاه فوتبال ستاره سرخ بلگراد، و باشگاه فوتبال رئال سوسیداد اشاره کرد.
وی همچنین در تیم ملی فوتبال صربستان و مونته‌نگرو بازی کرده‌است.